# Stettiner SC
Stettiner SC (celým názvem: Stettiner Sport-Club 1908) byl německý sportovní klub, který sídlil v pomořanském městě Stettin (dnešní Szczecin v Západopomořanském vojvodství). Založen byl v roce 1908, zanikl v roce 1945 po polské anexi východních Pomořan. Klubové barvy byly růžová a bílá.
Své domácí zápasy odehrával na stadionu Richard-Lindemann-Sportplatz s kapacitou 16 000 diváků.

## Historické názvy
Zdroj: 
- 1908 – ASC Stettin (Athletik Sport-Club Stettin)
- 1911 – Stettiner SC (Stettiner Sport-Club 1908)
- 1945 – zánik

## Získané trofeje
- Gauliga Pommern ( 2× )
  - 1934/35, 1937/38

## Umístění v jednotlivých sezonách
Stručný přehled
Zdroj: 
- 1933–1937: Gauliga Pommern West
- 1937–1939: Gauliga Pommern
- 1939–1944: Gauliga Pommern West

Jednotlivé ročníky
Zdroj: 
Legenda: Z - zápasy, V - výhry, R - remízy, P - porážky, VG - vstřelené góly, OG - obdržené góly, +/- - rozdíl skóre, B - body, červené podbarvení - sestup, zelené podbarvení - postup, fialové podbarvení - reorganizace, změna skupiny či soutěže
| Velkoněmecká říše (1933 – 1944) |                      |        |    |    |   |   |    |    |     |    |        |
| Sezóny                          | Liga                 | Úroveň | Z  | V  | R | P | VG | OG | +/- | B  | Pozice |
| 1933/34                         | Gauliga Pommern West | 1      | 12 | 8  | 2 | 2 | 36 | 11 | +25 | 18 | 1.     |
| 1934/35                         | Gauliga Pommern West | 1      | 12 | 9  | 2 | 1 | 48 | 22 | +26 | 20 | 1.     |
| 1935/36                         | Gauliga Pommern West | 1      | 12 | 8  | 3 | 1 | 31 | 15 | +16 | 19 | 1.     |
| 1936/37                         | Gauliga Pommern West | 1      | 12 | 9  | 0 | 3 | 26 | 14 | +12 | 18 | 2.     |
| 1937/38                         | Gauliga Pommern      | 1      | 18 | 13 | 4 | 1 | 73 | 13 | +60 | 30 | 1.     |
| 1938/39                         | Gauliga Pommern      | 1      | 18 | 8  | 8 | 2 | 50 | 30 | +20 | 24 | 4.     |
| 1939/40                         | Gauliga Pommern West | 1      | 8  | 5  | 1 | 2 | 25 | 12 | +13 | 11 | 2.     |
| 1940/41                         | Gauliga Pommern West | 1      | 14 | 8  | 1 | 5 | 40 | 32 | +8  | 17 | 4.     |
| 1941/42                         | Gauliga Pommern West | 1      | 9  | 2  | 2 | 5 | 31 | 27 | +4  | 6  | 4.     |
| 1942/43                         | Gauliga Pommern West | 1      | 10 | 5  | 1 | 4 | 29 | 28 | +1  | 11 | 3.     |
| 1943/44                         | Gauliga Pommern West | 1      | 10 | 2  | 1 | 7 | 22 | 38 | -16 | 5  | 5.     |

Poznámky:
- 1933/34: Stettiner SC (vítěz sk. West) ve finále prohrál s Viktorií Stolp (vítěz sk. Ost) celkovým poměrem 1:3 (1. zápas – 1:1, 2. zápas – 0:2).
- 1934/35: Stettiner SC (vítěz sk. West) ve finále vyhrál nad Viktorií Stolp (vítěz sk. Ost) celkovým poměrem 1:0 (1. zápas – 1:0, 2. zápas – 0:0).
- 1935/36: Stettiner SC (vítěz sk. West) ve finále prohrál s Viktorií Stolp (vítěz sk. Ost) celkovým poměrem 3:5 (1. zápas – 2:2, 2. zápas – 1:3).